# ハウストン・ストリート駅 (IRTブロードウェイ-7番街線)
ハウストン・ストリート駅 (ハウストン・ストリートえき、英語: Houston Street) は、ニューヨーク市地下鉄IRTブロードウェイ-7番街線の駅である。マンハッタン区グリニッジ・ヴィレッジとウェスト・ヴィレッジに跨がるヴァリック・ストリートと西ハウストン・ストリートの交差点に位置し、1系統が終日、2系統が深夜のみ停車する。

## 駅構造
| G                  | 地上階                         | 出入口 |
| P プラットホーム階 | 相対式ホーム、右側のドアが開く | 相対式ホーム、右側のドアが開く |
| P プラットホーム階 | 北行緩行線                     | ← ヴァン・コートラント・パーク-242丁目駅行き（クリストファー・ストリート-ストーンウォール駅） ← 深夜帯：ウェイクフィールド-241丁目駅行き（クリストファー・ストリート-ストーンウォール駅） |
| P プラットホーム階 | 北行急行線                     | ← 通過 |
| P プラットホーム階 | 南行急行線                     | → 通過 → |
| P プラットホーム階 | 南行緩行線                     | → サウス・フェリー駅行き（キャナル・ストリート駅）→ 深夜帯：ブルックリン・カレッジ駅行き（キャナル・ストリート駅）→                                                                       |
| P プラットホーム階 | 相対式ホーム、右側のドアが開く | |

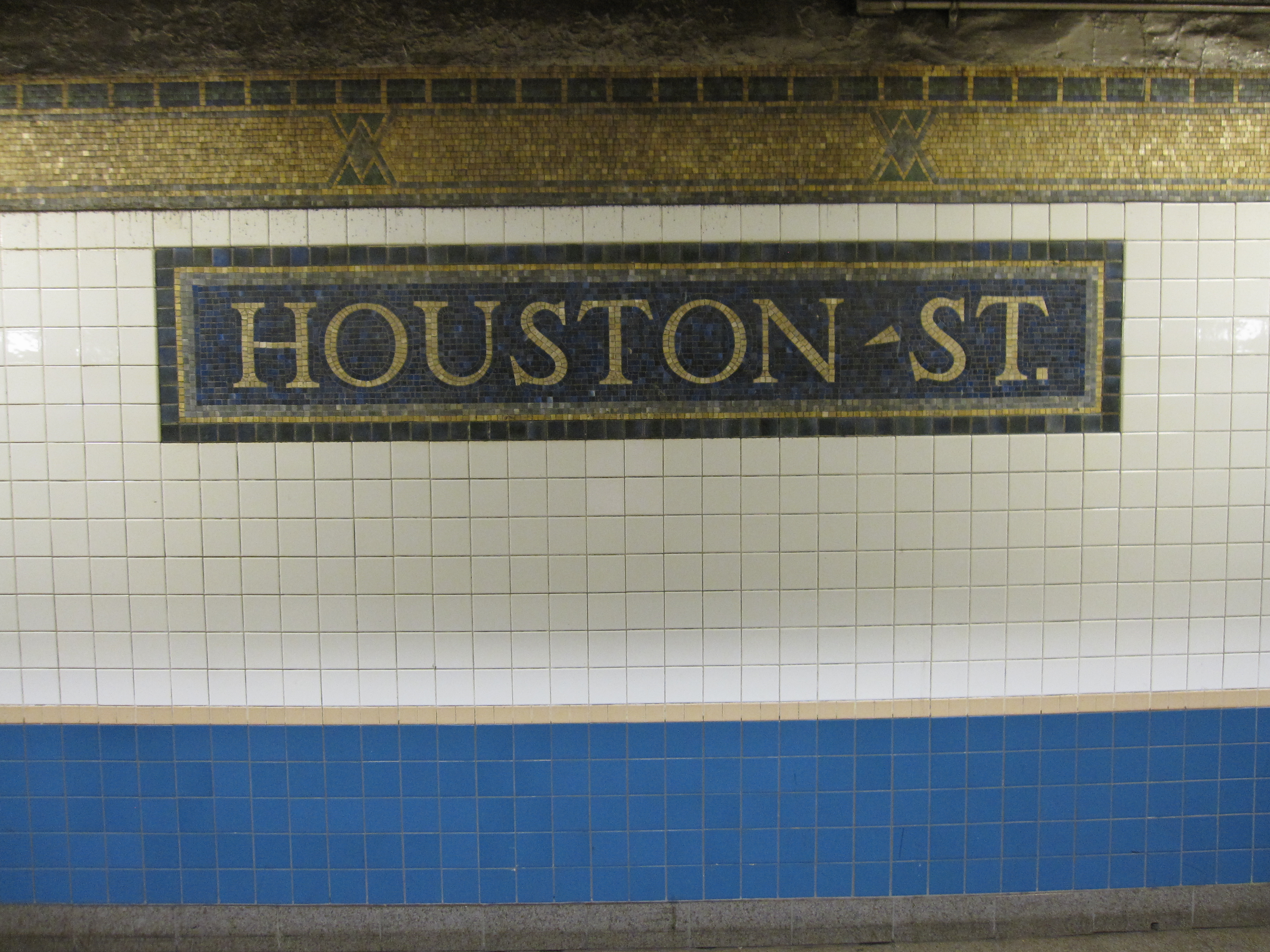
駅名標

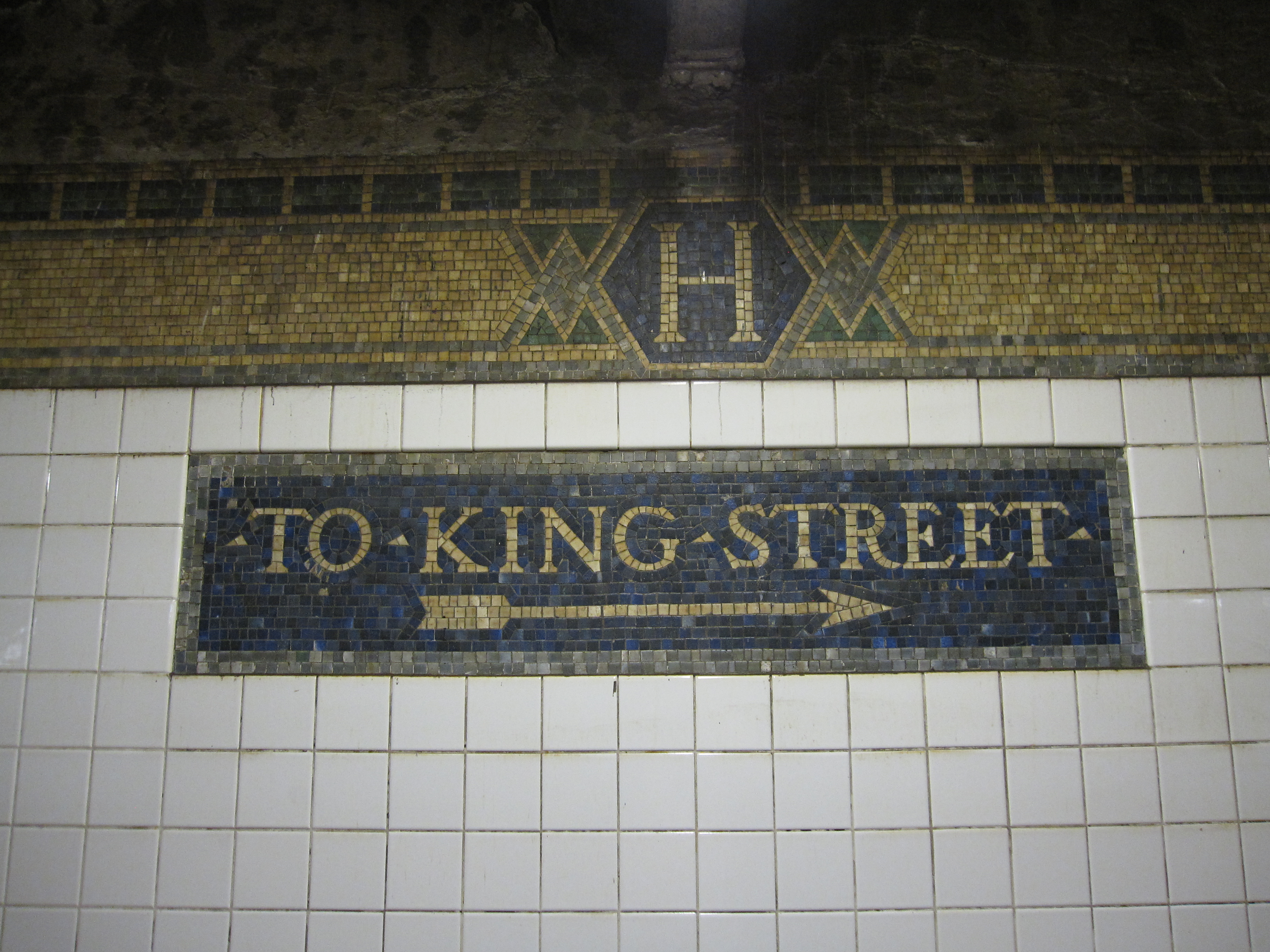
駅名頭文字の"H"を描いたカルトゥーシュと出口方向案内

駅は1918年7月1日、ブロードウェイ-7番街線が34丁目-ペン・ステーション駅からサウス・フェリー・ループス駅およびウォール・ストリート駅まで延伸した際に開業した。相対式ホーム2面と緩行線2線・急行線2線を有した2面4線の地下駅で、中央の急行線は深夜帯以外に2系統及び3系統が通過している。
ホーム壁面上部には等間隔に駅名の頭文字である"H"を描いたカルトゥーシュがあり、壁面中央には等間隔に"HOUSTON ST."と書かれた駅名標がある。また、壁面には出口方向を示した案内があり、ホーム上に等間隔に立つ黄色の柱には黒地に白のニューヨーク市地下鉄標準の駅名標が掲げられている。
駅ホームには1994年の改装工事中に設置されたデボラ・ブラウン製作のアートワーク『Platform Diving』が飾られている。これは水で満たされた地下鉄システムに海の生き物が住んでいる様子を描いたアートで、南北ホームに別々に飾られたアートから構成されている。

### 出入口
当駅の改札口は各ホームに南北2か所ずつ、合計4か所ある。なおホーム別改札でありホーム間連絡通路は存在しない。北側の改札口がメインの改札口となっており、北行ホーム北側改札口には回転式改札機ときっぷ売り場、ヴァリック・ストリートと西ハウストン・ストリートの交差点北東・南東への階段が1つずつある。南行ホーム北側改札口には回転式改札機とヴァリック・ストリートと西ハウストン・ストリートの交差点北西・南西への階段が1つずつあり、北行ホーム側とは異なり無人となっている。
南側改札口は南北ホーム共に無人で、出場専用改札機1機と回転式改札機2機がある。北行ホーム側からはヴァリック・ストリートとキング・ストリートの交差点北東・南東へ階段が1つずつ、南行ホーム側からは同交差点北西・南西へ階段が1つずつ接続している。

## 外部リンク

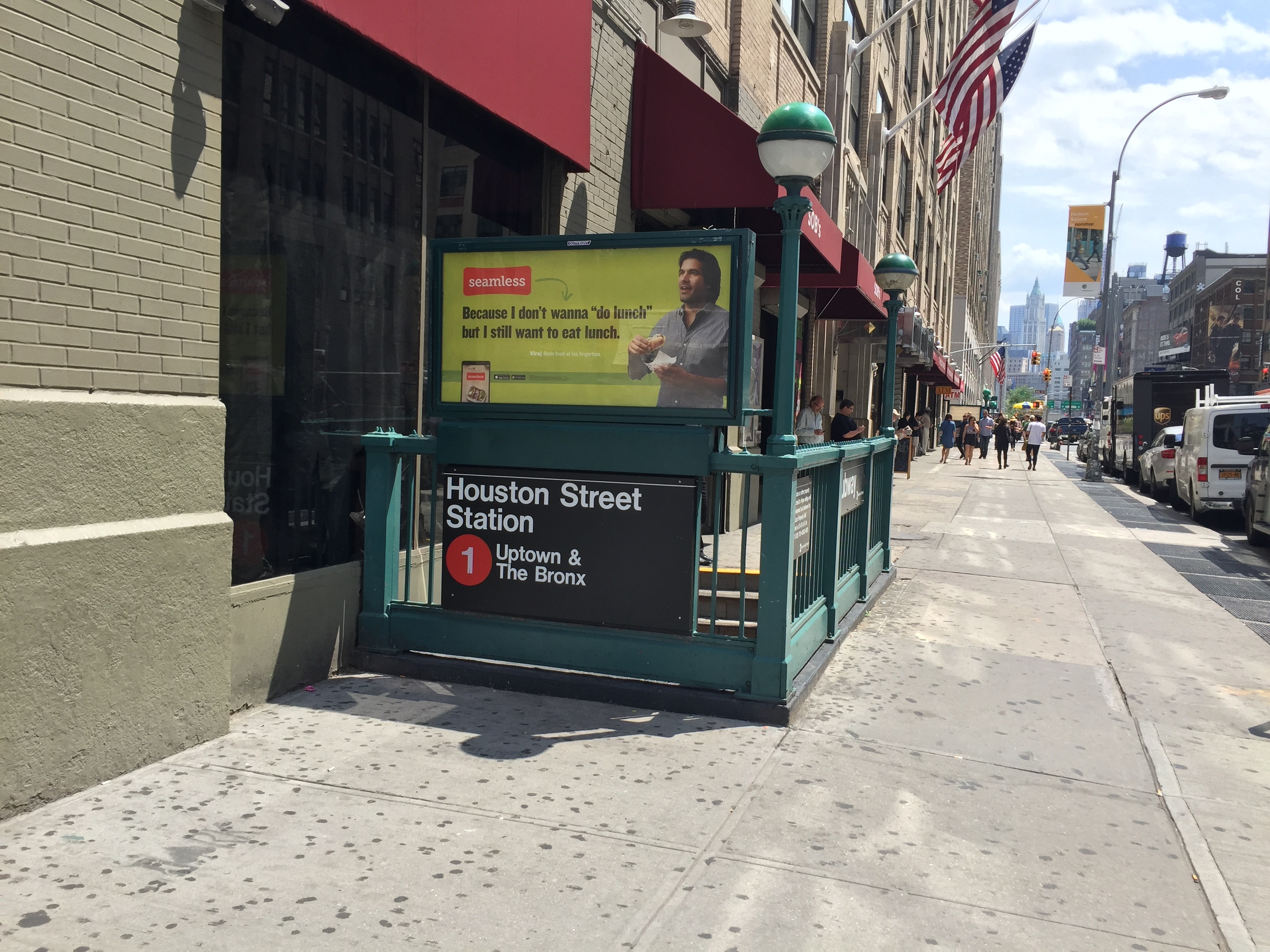
階段